# Curie (microarquitetura)

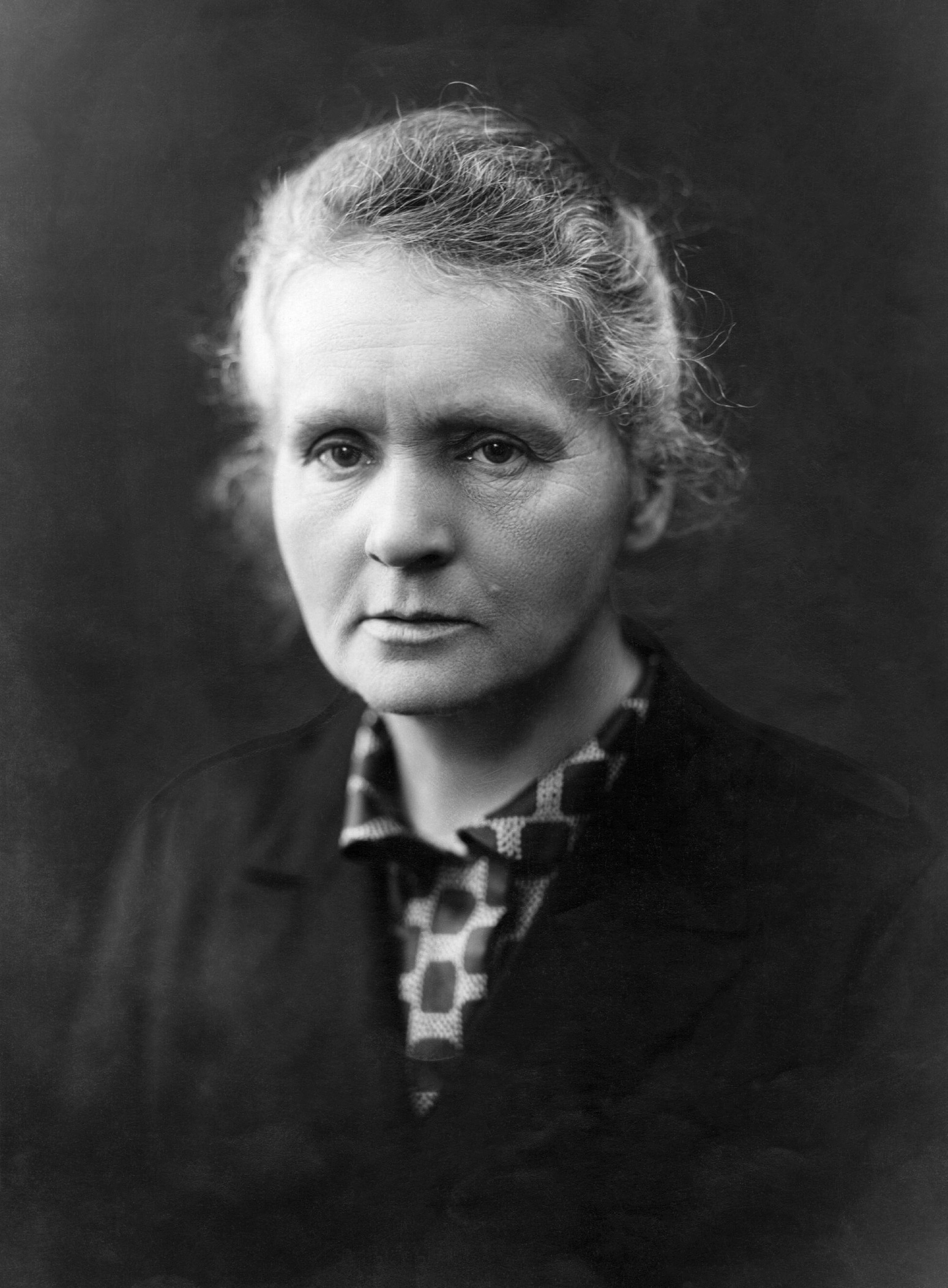
Foto de Marie Curie, epônimo da arquitetura

Curie é o codinome de uma microarquitetura de GPU desenvolvida pela Nvidia, e lançada em 2004 como sucessora da microarquitetura Rankine. Foi nomeada em referência à física francesa Marie Skłodowska-Curie e usado com as séries GeForce 6 e 7. Curie foi sucedida pela Tesla.

## Recursos gráficos
- DirectX 9.0c (9_3)[2]
- OpenGL 2.1[3][4]
- Shader Model 3.0
- Nvidia PureVideo (primeira geração)
- Suporte reintroduzido para Compressão Z[3]
- Suporte de hardware para algoritmo anti-aliasing MSAA (até 4x)[5]

## Lista de GPU

### Série GeForce 6 (6xxx)
| Modelo                             | Lançamento                                                                      | codinome                     | Fab (nm)    | interface do barramento | Core clock (MHz)     | Clock da memória (MHz)       | Core config1 | Taxa de preenchimento  | Taxa de preenchimento  | Taxa de preenchimento  | Taxa de preenchimento | Memória                                                 | Memória                         | Memória            | Memória                     |
| Modelo                             | Lançamento                                                                      | codinome                     | Fab (nm)    | interface do barramento | Core clock (MHz)     | Clock da memória (MHz)       | Core config1 | MOperations/s          | MPixels/s              | MTexels/s              | MVertices/s           | Tamanho (MB)                                            | Largura de banda (GB/s)         | Tipo de barramento | Largura do barramento (bit) |
| ---------------------------------- | ------------------------------------------------------------------------------- | ---------------------------- | ----------- | ----------------------- | -------------------- | ---------------------------- | ------------ | ---------------------- | ---------------------- | ---------------------- | --------------------- | ------------------------------------------------------- | ------------------------------- | ------------------ | --------------------------- |
| GeForce 6100 + nForce 410          | 20 de outubro de 2005                                                           | MCP51                        | TSMC 90 nm  | HyperTransport          | 425                  | 100–200 (DDR) 200–533 (DDR2) | 2:1:2:1      | 850                    | 425                    | 850                    | 106.25                | Até 256 RAM do sistema                                  | 1.6–6.4 (DDR) 3.2–17.056 (DDR2) | DDR DDR2           | 64 128                      |
| GeForce 6150 SE + nForce 430       | Junho de 2006                                                                   | MCP61                        | TSMC 90 nm  | HyperTransport          | 425                  | 200 400[carece de fontes?]   | 2:1:2:1      | 850                    | 425                    | 850                    | 106.25                | Até 256 RAM do sistema                                  | 3.2 16.0[carece de fontes?]     | DDR2               | 64 128                      |
| GeForce 6150 LE + nForce 430       | Junho de 2006                                                                   | MCP61                        | TSMC 90 nm  | HyperTransport          | 425                  | 100–200 (DDR) 200–533 (DDR2) | 2:1:2:1      | 850                    | 425                    | 850                    | 106.25                | Até 256 RAM do sistema                                  | 1.6–6.4 (DDR) 3.2–17.056 (DDR2) | DDR DDR2           | 64 128                      |
| GeForce 6150 + nForce 430          | 20 de outubro de 2005                                                           | MCP51                        | TSMC 90 nm  | HyperTransport          | 475                  | 100–200 (DDR) 200–533 (DDR2) | 2:1:2:1      | 950                    | 475                    | 950                    | 118.75                | Até 256 RAM do sistema                                  | 1.6–6.4 (DDR) 3.2–17.056 (DDR2) | DDR DDR2           | 64 128                      |
| GeForce 6200 LE                    | 2005                                                                            | NV44                         | TSMC 110 nm | AGP 8× PCIe ×16         | 350                  | 266                          | 2:1:2:1      | 700                    | 700                    | 700                    | 87.5                  | 128 256                                                 | 4.256                           | DDR                | 64                          |
| GeForce 6200A                      | 4 de abril de 2005                                                              | NV44A                        | TSMC 110 nm | AGP 8×                  | 350                  | 250 533 (DDR2)               | 4:3:4:2      | 1400                   | 700                    | 1400                   | 175 225 (DDR2)        | 128 256 (DDR2) 512 (DDR2)                               | 4 13.3 (DDR2)                   | DDR DDR2           | 64                          |
| GeForce 6200                       | 12 de outubro de 2004 (PCIe) 17 de janeiro de 2005 (AGP)                        | NV43                         | TSMC 110 nm | AGP 8× PCI PCIe ×16     | 300                  | 275                          | 4:3:4:4      | 1200                   | 1200                   | 1200                   | 225                   | 128 256                                                 | 8.8                             | DDR2               | 128                         |
| GeForce 6200 TurboCache            | 15 December 2004                                                                | NV44                         | TSMC 110 nm | PCIe ×16                | 350                  | 350                          | 4:3:4:2      | 1400                   | 700                    | 1400                   | 262.5                 | 128–256 RAM do sistema incluindo 16/32–64/128 integrada | 5.6                             | DDR                | 64                          |
| GeForce 6500                       | 1 de outubro de 2005                                                            | NV44                         | TSMC 110 nm | PCIe ×16                | 400                  | 333                          | 4:3:4:2      | 1600                   | 800                    | 1600                   | 300                   | 128 256                                                 | 5.328                           | DDR                | 64                          |
| GeForce 6600 LE                    | 2005                                                                            | NV43                         | TSMC 110 nm | AGP 8× PCIe ×16         | 300                  | 200                          | 4:3:4:4      | 1200                   | 1200                   | 1200                   | 225                   | 128 256                                                 | 6.4                             | DDR                | 128                         |
| GeForce 6600                       | 12 de agosto de 2004                                                            | NV43                         | TSMC 110 nm | AGP 8× PCIe ×16         | 300                  | 275 400                      | 8:3:8:4      | 2400                   | 1200                   | 2400                   | 225                   | 128 256                                                 | 8.8 12.8                        | DDR DDR2           | 128                         |
| GeForce 6600 GT                    | 12 de agosto de 2004 (PCIe) 14 de novembro de 2004 (AGP)                        | NV43                         | TSMC 110 nm | AGP 8× PCIe ×16         | 500                  | 475 (AGP) 500 (PCIe)         | 8:3:8:4      | 4000                   | 2000                   | 4000                   | 375                   | 128 256                                                 | 15.2 (AGP) 16 (PCIe)            | GDDR3              | 128                         |
| GeForce 6800 LE                    | 22 de julho de 2004 (AGP) 16 de janeiro de 2005 (PCIe)                          | NV40 (AGP) NV41, NV42 (PCIe) | IBM 130 nm  | AGP 8× PCIe ×16         | 320 (AGP) 325 (PCIe) | 350                          | 8:4:8:8      | 2560 (AGP) 2600 (PCIe) | 2560 (AGP) 2600 (PCIe) | 2560 (AGP) 2600 (PCIe) | 320 (AGP) 325 (PCIe)  | 128                                                     | 22.4                            | DDR                | 256                         |
| GeForce 6800 XT                    | 30 de setembro de 2005                                                          | NV40 (AGP) NV41, NV42 (PCIe) | IBM 130 nm  | AGP 8× PCIe ×16         | 300 (64 Bit) 325     | 266 (64 Bit) 350 500 (GDDR3) | 8:4:8:8      | 2400 2600              | 2400 2600              | 2400 2600              | 300 325               | 256                                                     | 4.256 11.2 22.4 32 (GDDR3)      | DDR DDR2 GDDR3     | 64 128 256                  |
| GeForce 6800                       | 14 de abril de 2004 (AGP) 8 de novembro de 2004 (PCIe)                          | NV40 (AGP) NV41, NV42 (PCIe) | IBM 130 nm  | AGP 8× PCIe ×16         | 325                  | 350                          | 12:5:12:12   | 3900                   | 3900                   | 3900                   | 406.25                | 128 256                                                 | 22.4                            | DDR                | 256                         |
| GeForce 6800 GTO                   | 14 de abril de 2004                                                             | NV45                         | IBM 130 nm  | PCIe ×16                |                      | 450                          | 12:5:12:12   | 4200                   | 4200                   | 4200                   | 437.5                 | 256                                                     | 28.8                            | GDDR3              | 256                         |
| GeForce 6800 GS                    | 7 de novembro de 2005 (PCIe) 8 de dezembro de 2005 (AGP)                        | NV42 (PCIe) NV40 (AGP)       | TSMC 110 nm | AGP 8× PCIe ×16         | 425 (PCIe) 350 (AGP) | 500                          | 12:5:12:12   | 5100                   | 5100                   | 5100                   | 531.25                | 128 256                                                 | 32                              | GDDR3              | 256                         |
| GeForce 6800 GT                    | 4 de maio de 2004 (AGP) 28 de junho de 2004 (PCIe)                              | NV40 (AGP) NV45 (PCIe)       | IBM 130 nm  | AGP 8× PCIe ×16         | 350                  | 500                          | 16:6:16:16   | 5600                   | 5600                   | 5600                   | 525                   | 128 256                                                 | 32                              | GDDR3              | 256                         |
| GeForce 6800 Ultra                 | 4 de maio de 2004 (AGP) 28 de junho de 2004 (PCIe) 14 de março de 2005 (512 MB) | NV40 (AGP) NV45 (PCIe)       | IBM 130 nm  | AGP 8× PCIe ×16         | 400                  | 525 (512 MB) 550 (256 MB)    | 16:6:16:16   | 6400                   | 6400                   | 6400                   | 600                   | 256 512                                                 | 33.6 (512 MB) 35.2 (256 MB)     | GDDR3              | 256                         |
| GeForce 6800 Ultra Extreme Edition | 4 de maio de 2004                                                               | NV40                         | IBM 130 nm  | AGP 8×                  | 450                  | 600                          | 16:6:16:16   | 7200                   | 7200                   | 7200                   | 675                   | 256                                                     | 35.2                            | GDDR3              | 256                         |
| Modelo                             | Lançamento                                                                      | codinome                     | Fab (nm)    | interface do barramento | Core clock (MHz)     | Clock da memória (MHz)       | Core config1 | Taxa de preenchimento  | Taxa de preenchimento  | Taxa de preenchimento  | Taxa de preenchimento | Memória                                                 | Memória                         | Memória            | Memória                     |
| Modelo                             | Lançamento                                                                      | codinome                     | Fab (nm)    | interface do barramento | Core clock (MHz)     | Clock da memória (MHz)       | Core config1 | MOperations/s          | MPixels/s              | MTexels/s              | MVertices/s           | Tamanho (MB)                                            | Largura de banda (GB/s)         | Tipo de barramento | Largura do barramento (bit) |

#### Recursos
| Modelo             | Recursos    | Recursos                             | Recursos               | Recursos                 |
| Modelo             | OpenEXR HDR | Scalable Link Interface (SLI)        | TurboCache             | PureVideo WMV9 Decoding  |
| ------------------ | ----------- | ------------------------------------ | ---------------------- | ------------------------ |
| GeForce 6100       | Não         | Não                                  | Não                    | Limitado                 |
| GeForce 6150 SE    | Não         | Não                                  | Somente lado do driver | Limitado                 |
| GeForce 6150       | Não         | Não                                  | Não                    | Sim                      |
| GeForce 6150 LE    | Não         | Não                                  | Somente lado do driver | Sim                      |
| GeForce 6200       | Não         | Não                                  | Sim (somente PCIe)     | Sim                      |
| GeForce 6500       | Não         | Sim                                  | Sim                    | Sim                      |
| GeForce 6600 LE    | Sim         | Sim (sem conector SLI)               | Não                    | Sim                      |
| GeForce 6600       | Sim         | Sim (conector SLI ou interface PCIe) | Não                    | Sim                      |
| GeForce 6600 DDR2  | Sim         | Sim (conector SLI ou interface PCIe) | Não                    | Sim                      |
| GeForce 6600 GT    | Sim         | Sim                                  | Não                    | Sim                      |
| GeForce 6800 LE    | Sim         | Não                                  | Não                    | Não                      |
| GeForce 6800 XT    | Sim         | Sim (somente PCIe)                   | Não                    | Sim (somente NV42)       |
| GeForce 6800       | Sim         | Sim (somente PCIe)                   | Não                    | Sim (somente NV41, NV42) |
| GeForce 6800 GTO   | Sim         | Sim                                  | Não                    | Não                      |
| GeForce 6800 GS    | Sim         | Sim (somente PCIe)                   | Não                    | Sim (somente NV42)       |
| GeForce 6800 GT    | Sim         | Sim (somente PCIe)                   | Não                    | Não                      |
| GeForce 6800 Ultra | Sim         | Sim (somente PCIe)                   | Não                    | Não                      |

### Série GeForce 7 (7xxx)
| Modelo                          | Lançamento                                                   | codinome | Fab (nm)    | interface do barramento | Core clock (MHz)          | Clock da memória (MHz)          | Core config1  | Taxa de preenchimento         | Taxa de preenchimento       | Taxa de preenchimento         | Taxa de preenchimento      | Memória                | Memória                     | Memória            | Memória                     |
| Modelo                          | Lançamento                                                   | codinome | Fab (nm)    | interface do barramento | Core clock (MHz)          | Clock da memória (MHz)          | Core config1  | MOperations/s                 | MPixels/s                   | MTexels/s                     | MVertices/s                | Tamanho (MB)           | Largura de banda (GB/s)     | Tipo de barramento | Largura do barramento (bit) |
| ------------------------------- | ------------------------------------------------------------ | -------- | ----------- | ----------------------- | ------------------------- | ------------------------------- | ------------- | ----------------------------- | --------------------------- | ----------------------------- | -------------------------- | ---------------------- | --------------------------- | ------------------ | --------------------------- |
| GeForce 7025 + nForce 630a      | Julho de 2007                                                | MCP68S   | TSMC 110 nm | HyperTransport          | 425                       | 200 (DDR) 400 (DDR2) 933 (DDR3) | 2:1:2:2       | 850                           | 850                         | 850                           | 106.25                     | Até 256 RAM do sistema | 6.4 12.8 34                 | DDR DDR2 DDR3      | 64 128                      |
| GeForce 7050PV + nForce 630a    | Julho de 2007                                                | MCP67QV  | TSMC 110 nm | HyperTransport          | 425                       | 200 (DDR) 400 (DDR2) 933 (DDR3) | 2:1:2:2       | 850                           | 850                         | 850                           | 106.25                     | Até 256 RAM do sistema | 6.4 12.8 34                 | DDR DDR2 DDR3      | 64 128                      |
| GeForce 7050 + nForce 610i/630i | Julho de 2007                                                | MCP73    | TSMC 90 nm  | HyperTransport/FSB      | 500                       | 333                             | 2:1:2:2       | 1000                          | 1000                        | 1000                          | 125                        | Até 256 RAM do sistema | 5.336                       | DDR2               | 64                          |
| GeForce 7100 + nForce 630i      | Julho de 2007                                                | MCP76    | TSMC 90 nm  | FSB                     | 600                       | 400                             | 2:1:2:2       | 1200                          | 1200                        | 1200                          | 150                        | Até 256 RAM do sistema | 6.4                         | DDR2               | 64                          |
| GeForce 7150 + nForce 630i      | Julho de 2007                                                | MCP76    | TSMC 90 nm  | FSB                     | 630                       | 400                             | 2:1:2:2       | 1260                          | 1260                        | 1260                          | 157.5                      | Até 256 RAM do sistema | 6.4                         | DDR2               | 64                          |
| GeForce 7100 GS                 | 8 de agosto de 2006                                          | NV44     | TSMC 110 nm | PCIe ×16                | 350                       | 300                             | 4:3:4:2       | 1400                          | 700                         | 1400                          | 262.5                      | 128 256                | 2.4 4.8                     | DDR DDR2           | 32 64                       |
| GeForce 7200 GS                 | 18 de janeiro de 2006                                        | G72      | TSMC 90 nm  | PCIe ×16                | 450                       | 400                             | 2:2:4:2       | 1800                          | 900                         | 1800                          | 337.5                      | 128 256                | 3.2 6.4                     | DDR2               | 32 64                       |
| GeForce 7300 SE                 | 22 de março de 2006                                          | G72      | TSMC 90 nm  | PCIe ×16                | 350                       | 333                             | 4:3:4:2       | 1800                          | 900                         | 1800                          | 337.5                      | 128                    | 2.656 5.328                 | DDR2               | 32 64                       |
| GeForce 7300 LE                 | 22 de março de 2006                                          | G72      | TSMC 90 nm  | PCIe ×16                | 350                       | 333                             | 4:3:4:2       | 1800                          | 900                         | 1800                          | 337.5                      | 128                    | 2.656 5.328                 | DDR2               | 32 64                       |
| GeForce 7300 GS                 | 18 de janeiro de 2006                                        | G72      | TSMC 90 nm  | PCIe ×16                | 550                       | 400                             | 4:3:4:2       | 2200                          | 1100                        | 2200                          | 412.5                      | 128 256                | 6.4                         | DDR2               | 64                          |
| GeForce 7300 GT                 | 15 de maio de 2006                                           | G73      | TSMC 90 nm  | AGP 8× PCIe ×16         | 350                       | 325 (DDR2) 700 (GDDR3)          | 8:5:8:4       | 2800                          | 1400                        | 2800                          | 437.5                      | 128 256                | 10.4 22.4                   | DDR2 GDDR3         | 128                         |
| GeForce 7500 LE                 | 2006                                                         | G72      | TSMC 90 nm  | PCIe ×16                | 263 324                   | 275                             | 4:3:4:2       | 900 1100                      | 900 1100                    | 2200                          | 412.5                      | 64 128 256             | 2.6 6.8                     | DDR2               | 32 64                       |
| GeForce 7600 GS                 | 22 de março de 2006 (PCIe) 1 de julho de 2006 (AGP)          | G73      | TSMC 90 nm  | AGP 8× PCIe ×16         | 400                       | 400 (DDR2) 700 (GDDR3)          | 12:5:12:8     | 4800                          | 3200                        | 4800                          | 500                        | 256                    | 12.8 22.4                   | DDR2 GDDR3         | 128                         |
| GeForce 7600 GT                 | 9 de março de 2006 (PCIe) 15 de julho de 2006 (AGP)          | G73      | TSMC 90 nm  | AGP 8× PCIe ×16         | 560                       | 400 (DDR2) 700 (GDDR3)          | 12:5:12:8     | 6720                          | 4480                        | 6720                          | 700                        | 256                    | 12.8 22.4                   | DDR2 GDDR3         | 128                         |
| GeForce 7600 GT 80 nm           | 8 de janeiro de 2007                                         | G73-B1   | TSMC 80 nm  | AGP 8× PCIe ×16         | 560                       | 400 (DDR2) 700 (GDDR3)          | 12:5:12:8     | 6720                          | 4480                        | 6720                          | 700                        | 256                    | 12.8 22.4                   | DDR2 GDDR3         | 128                         |
| GeForce 7650 GS                 | 22 de março de 2006                                          | G73      | TSMC 80 nm  | PCIe ×16                | 450                       | 400                             | 12:5:12:8     | 5400                          | 3600                        | 5400                          | 562.5                      | 256                    | 12.7                        | DDR2               | 128                         |
| GeForce 7800 GS                 | 2 de fevereiro de 2006                                       | G70      | TSMC 110 nm | AGP 8×                  | 375                       | 600                             | 16:8:16:8     | 6000                          | 3000                        | 6000                          | 750                        | 256                    | 38.4                        | GDDR3              | 256                         |
| GeForce 7800 GT                 | 11 de agosto de 2005                                         | G70      | TSMC 110 nm | PCIe ×16                | 400                       | 500                             | 20:7:20:16    | 8000                          | 6400                        | 8000                          | 700                        | 256                    | 32                          | GDDR3              | 256                         |
| GeForce 7800 GTX                | 22 de junho de 2005 (256 MB) 14 de novembro de 2005 (512 MB) | G70      | TSMC 110 nm | PCIe ×16                | 430 (256 MB) 550 (512 MB) | 600 (256 MB) 850 (512 MB)       | 24:8:24:16    | 10320 (256 MB) 13200 (512 MB) | 6880 (256 MB) 8800 (512 MB) | 10320 (256 MB) 13200 (512 MB) | 860 (256 MB) 1100 (512 MB) | 256 512                | 38.4 (256 MB) 54.4 (512 MB) | GDDR3              | 256                         |
| GeForce 7900 GS                 | Maio de 2006 (PCIe) 2 de abril de 2007 (AGP)                 | G71      | TSMC 90 nm  | AGP 8× PCIe ×16         | 450                       | 660                             | 20:7:20:16    | 9000                          | 7200                        | 9000                          | 787.5                      | 256                    | 42.24                       | GDDR3              | 256                         |
| GeForce 7900 GT                 | 9 de março de 2006                                           | G71      | TSMC 90 nm  | PCIe ×16                | 450                       | 660                             | 24:8:24:16    | 10800                         | 7200                        | 10800                         | 900                        | 256                    | 42.24                       | GDDR3              | 256                         |
| GeForce 7900 GTO                | 1 de outubro de 2006                                         | G71      | TSMC 90 nm  | PCIe ×16                | 650                       | 660                             | 24:8:24:16    | 15600                         | 10400                       | 15600                         | 1300                       | 512                    | 42.24                       | GDDR3              | 256                         |
| GeForce 7900 GTX                | 9 de março de 2006                                           | G71      | TSMC 90 nm  | PCIe ×16                | 650                       | 800                             | 24:8:24:16    | 15600                         | 10400                       | 15600                         | 1300                       | 512                    | 51.2                        | GDDR3              | 256                         |
| GeForce 7900 GX2                | 9 de março de 2006                                           | 2× G71   | TSMC 90 nm  | PCIe ×16                | 500                       | 600                             | 2× 24:8:24:16 | 24000                         | 16000                       | 24000                         | 2000                       | 2× 512                 | 2x 38.4                     | GDDR3              | 256                         |
| GeForce 7950 GT                 | 6 de setembro de 2006 (PCIe) 2 de abril de 2007 (AGP)        | G71      | TSMC 90 nm  | AGP 8× PCIe ×16         | 550                       | 700                             | 24:8:24:16    | 13200                         | 8800                        | 13200                         | 1100                       | 512                    | 44.8                        | GDDR3              | 256                         |
| GeForce 7950 GX2                | 5 de junho de 2006                                           | 2× G71   | TSMC 90 nm  | PCIe ×16                | 500                       | 600                             | 2× 24:8:24:16 | 24000                         | 16000                       | 24000                         | 2000                       | 2× 512                 | 2x 38.4                     | GDDR3              | 256                         |
| Modelo                          | Lançamento                                                   | codinome | Fab (nm)    | interface do barramento | Core clock (MHz)          | Clock da memória (MHz)          | Core config1  | Taxa de preenchimento         | Taxa de preenchimento       | Taxa de preenchimento         | Taxa de preenchimento      | Memória                | Memória                     | Memória            | Memória                     |
| Modelo                          | Lançamento                                                   | codinome | Fab (nm)    | interface do barramento | Core clock (MHz)          | Clock da memória (MHz)          | Core config1  | MOperations/s                 | MPixels/s                   | MTexels/s                     | MVertices/s                | Tamanho (MB)           | Largura de banda (GB/s)     | Tipo de barramento | Largura do barramento (bit) |

#### Recursos
| Modelo                     | Recursos                       | Recursos           | Recursos                          | Recursos   | Recursos      |
| Modelo                     | Antialiasing com correção gama | 64-bit OpenEXR HDR | Scalable Link Interface (SLI)     | TurboCache | Dual Link DVI |
| -------------------------- | ------------------------------ | ------------------ | --------------------------------- | ---------- | ------------- |
| GeForce 7100 GS            | Não                            | Não                | Sim (somente PCIe, sem ponte SLI) | Sim        | Não           |
| GeForce 7200 GS            | Sim                            | Sim                | Não                               | Sim        | Não           |
| GeForce 7300 SE            | Sim                            | Sim                | Não                               | Sim        | Não           |
| GeForce 7300 LE            | Sim                            | Sim                | Não                               | Sim        | Não           |
| GeForce 7300 GS            | Sim                            | Sim                | Sim (somente PCIe)                | Sim        | Não           |
| GeForce 7300 GT            | Sim                            | Sim                | Sim (somente PCIe, sem ponte SLI) | Não        | Uma porta     |
| GeForce 7600 GS            | Sim                            | Sim                | Sim (somente PCIe)                | Não        | Uma porta     |
| GeForce 7600 GT            | Sim                            | Sim                | Sim (somente PCIe)                | Não        | Uma porta     |
| GeForce 7600 GT (80 nm)    | Sim                            | Sim                | Sim                               | Não        | Uma porta     |
| GeForce 7650 GS (80 nm)    | Sim                            | Sim                | Sim (dependendo do design OEM)    | Não        | Uma porta     |
| GeForce 7800 GS            | Sim                            | Sim                | Não                               | Não        | Uma porta     |
| GeForce 7800 GT            | Sim                            | Sim                | Sim                               | Não        | Uma porta     |
| GeForce 7800 GTX           | Sim                            | Sim                | Sim                               | Não        | Uma porta     |
| GeForce 7800 GTX 512       | Sim                            | Sim                | Sim                               | Não        | Uma porta     |
| GeForce 7900 GS            | Sim                            | Sim                | Sim (somente PCIe)                | Não        | Duas portas   |
| GeForce 7900 GT            | Sim                            | Sim                | Sim                               | Não        | Duas portas   |
| GeForce 7900 GTO           | Sim                            | Sim                | Sim                               | Não        | Duas portas   |
| GeForce 7900 GTX           | Sim                            | Sim                | Sim                               | Não        | Duas portas   |
| GeForce 7900 GX2 (GTX Duo) | Sim                            | Sim                | Sim                               | Não        | Duas portas   |
| GeForce 7950 GT            | Sim                            | Sim                | Sim (somente PCIe)                | Não        | Duas portas   |
| GeForce 7950 GX2           | Sim                            | Sim                | Sim                               | Não        | Duas portas   |